# Sant Pere de la Cardosa
Sant Pere de la Cardosa o els Sants Apòstols de Cardosa és una esglesiola situada a l'oest del poble de la Cardosa, dins del terme municipal de Cervera, a la comarca de la Segarra. Està inclosa en l'Inventari del Patrimoni Arquitectònic de Catalunya.
L'edifici, de paredat i carreus, té un campanar de paret de grans dimensions amb dues campanes. Les nombroses i variades modificacions que ha sofert són ben visibles i en dificulten la seva datació. La porta és d'arc de mig punt amb dovelles. A la part superior s'observa una petita finestra que no presenta un interès artístic rellevant.